# John Fiot Lee Pearse Maclear
John Fiot Lee Pearse Maclear (27. června 1838 Kapské Město – 17. července 1907 hotel Niagara) byl admirál královského námořnictva Velké Británie a vůdčí osobnost v hydrografii.
Proslul jako druhý důstojník na lodi HMS Challenger během její expedice (1872–1876) kolem světa.

## Životopis a námořní kariéra
John Maclear se narodil 27. června 1838 v Kapském Městě jako osmé dítě Sira Thomase Macleara, královského astronoma, a jeho manželky Mary.
V září 1851 vstoupil do služeb vojenského námořnictva Velké Británie, jako kadet na palubě fregaty Castor. Na její palubě získal zkušenosti během Kaffirské války v roce 1851. 19. května 1859 byl povýšen do hodnosti poručíka a téhož roku byl převelen na palubu lodi Sphinx, která sloužila v Číně. Ta se zúčastnila několika střetnutí během druhé opiové války.
V roce 1863 se stal poručíkem lodního dělostřelectva na lodi Excellent, později byl poručíkem na lodích Princess Royal a Octavia. 15. listopadu 1872 se stal druhým důstojníkem na palubě HMS Challenger, pod velením kapitána G. S. Narese. Ta se vydala na hydrografickou cestu kolem světa, ze které se vrátila 12. června 1876. 13. října tohoto roku dosáhl hodnosti kapitána.
4. června 1878 se oženil s Julií Mary Herschel, dcerou anglického astronoma a matematika Sira Johna Herschela.
12. března 1879 se stal kapitánem lodi Alert, se kterou zmapoval vody u pobřeží Kanady a Austrálie. Později byl kapitánem lodi Flying Fish. V srpnu 1891 odešel jako viceadmirál do výslužby a ještě v roce 1903 byl povýšen do hodnosti admirála ve výsluze.
Zemřel na selhání srdce v hotelu Niagara u Niagarských vodopádů.
John Maclear byl členem Královské zeměpisné společnosti a Královské meteorologické společnosti.